# Belalcázar (Colombia)
Belalcázar is een gemeente in het Colombiaanse departement Caldas. De gemeente telt 11.327 inwoners (2005).
In het zuidelijke deel van de stad staat het beeld van Christus Koning, een van de grootste ter wereld.
Aguadas · Anserma · Aranzazu · Belalcázar · Chinchiná · Filadelfia · La Dorada · La Merced · Manizales · Manzanares · Marmato · Marquetalia · Marulanda · Neira · Norcasia · Pácora · Palestina · Pensilvania · Riosucio · Risaralda · Salamina · Samaná · San José · Supía · Victoria · Villamaría · Viterbo